# Les Messagers
Pour les articles homonymes, voir Les Messagers (film, 2014).
Série
Messengers 2: The Scarecrow
(2009)
Pour plus de détails, voir Fiche technique et Distribution.
Les Messagers (The Messengers) est un film américano-canadien réalisé par Oxide Pang Chun et Danny Pang et sorti en 2007.
Il a pour suite Messengers 2: The Scarecrow.

## Synopsis
Durant une nuit, Mary Rolins et ses enfants Lindsay et Michael furent massacrés par quelque chose de diabolique.
Des années après, Roy, Denise et leurs deux enfants ont quitté Chicago pour s'installer à la campagne et recommencer leur vie à cause de leur fille Jessica (Kristen Stewart) qui a eu un grave accident, à Chicago, avec son petit frère, Ben, qui depuis ne prononce plus un mot.  Ils veulent retrouver le calme et la paix de la terre et de la vie, mais dès leur arrivée dans cette ancienne ferme isolée, leur fille aînée, Jessica, 16 ans, perçoit comme une présence. Elle se met à voir des choses étranges, des ombres, des apparitions. Seul son petit frère de 3 ans, Ben, les aperçoit lui aussi, sans dire un mot.
Lorsque ces phénomènes s'intensifient, Jessica essaie d'avertir ses parents, mais ils ne la croient pas à cause de l'accident et ne lui font plus confiance. Pourtant, il devient vite évident que la maison et cette nature magnifique qui l'entoure renferment un secret qui ne va pas tarder à surgir. Jessica doit à tout prix convaincre ses parents, avant qu'il ne soit trop tard.

## Fiche technique
- Titre français : Les Messagers
- Titre original : The Messengers
- Réalisation : Oxide Pang Chun et Danny Pang
- Scénario : Todd Farmer, Mark Wheaton et Stuart Beattie
- Décors : Oliver Scholl, Hilton Rosemarin (en)
- Costume : Magali Guidasci
- Photographie : Barry Peterson
- Musique : Joseph Loduca
- Producteur : Lou Arkoff, Sam Raimi, Jimmy Miller, Robert Tapert, Joseph Drake et Nathan Kahan
- Pays de production :  États-Unis et  Canada
- Sociétés de production : Ghost House Pictures, Columbia Pictures, Screen Gems et Mandate Pictures
- Distribution : Columbia Pictures (Etats-Unis), Metropolitan Filmexport
- Langue originale : anglais
- Genre : Horreur
- Date de sortie :
  - États-Unis : 2 février 2007
  - France : 4 avril 2007
- Film interdit aux moins de 12 ans lors de sa sortie en France mais déconseillé aux moins de 16 ans lors de sa diffusion en France[réf. nécessaire]

## Distribution
- Kristen Stewart (VF : Lucile Boulanger ; VQ : Catherine Brunet) : Jess
- Dylan McDermott (VF : Bruno Dubernat ; VQ : Thiéry Dubé) : Roy
- Penelope Ann Miller (VF : Isabelle Gardien ; VQ : Christine Séguin) : Denise
- John Corbett (VF : Jérôme Keen ; VQ : Marc-André Bélanger) : John Burwell / Rollins
- Theodore Turner : Ben
- William B. Davis (VQ : Jean Brousseau) : Colby Price
- Brent Briscoe : Plume
- Dustin Milligan (VF : Brice Ournac ; VQ : Hugolin Chevrette) : Bobby
- Jodelle Ferland (VQ : Alice Dorval) : Michael Rollins
- Michael Daingerfield : l'officier de police
- Tatiana Maslany : Lindsay Rollins
- Shirley McQueen : Mary Rollins
- Anna Hagan : le docteur
- Blaine Hart : Charlie
- Graham Bell : Jim
- Kaitlyn McMillan : l'infirmière
- Peter Scoular : le député